# Figli di Bubba
I Figli di Bubba sono stati un gruppo musicale italiano, formato nel 1988 in occasione del 38º Festival di Sanremo.

## Storia
Il gruppo si formò unicamente per la partecipazione al Festival di Sanremo. Il brano interpretato era una canzone comico-demenziale scritta da Mauro Pagani e intitolata Nella valle dei timbales, che si piazzò al 14º posto.
La loro partecipazione ebbe il sapore della provocazione nei confronti degli stereotipi sanremesi e il gruppo si segnalò alla critica come pioniere della satira musicale nel contesto del Festival. All'ultima serata, i Figli di Bubba abbandonarono platealmente il rispetto dell'etichetta cantando il verso "Fanculo all'esclusiva, fanculo alla tivù", il cui turpiloquio era stato autocensurato fino a quel momento con la parola "saluti".
Il gruppo, contrariamente a quanto si poteva pensare allora, non aveva nulla a che fare con il giornalista sportivo Giorgio Bubba. Si sarebbe invece dato quel nome in omaggio a un guru immaginario, chiamato Bubba appunto, che lasciò le sue teorie filosofiche in testo sacro, la Bubbia, ancora oggi inedito e sconosciuto.
Dopo il Festival pubblicarono anche un album intitolato Essi, che raggiunse il 44º posto in classifica; il 45 giri contenente la canzone sanremese arrivò invece alla 25ª posizione in hit parade.

## Formazione
- Franz Di Cioccio - percussioni e voce
- Roberto Manfredi - voce
- Mauro Pagani - Polistrumentista e voce
- Enzo Braschi, comico - voce
- Sergio Vastano, comico - voce
- Roberto Gatti, giornalista - Bubbafono (cracklebox)
- Alberto Tonti, giornalista - voce

## Discografia

### Album in studio
- 1988 - Essi

### Singoli
- 1988 - Nella Valle dei Timbales/Diventando matto